# Harry Blum
Harry Johannes Jacob Blum (geboren als Johannes Jacob Blum; * 18. Oktober 1944 in Lennestadt; † 17. März 2000 in Köln) war ein deutscher Politiker (CDU) und der erste direkt gewählte hauptamtliche Oberbürgermeister der Stadt Köln.

## Biografie
Johannes Jacob Blum kam kurz vor Ende des Zweiten Weltkrieges im Lennestädter Ortsteil Elspe zu Welt. Seine Familie, die aus Köln stammte, war nach Kriegsausbruch ins Sauerland evakuiert worden. Nach dem Kriegsende kehrte sie in ihre Heimatstadt zurück und Blum absolvierte am Dreikönigsgymnasium in Köln sein Abitur. Anschließend studierte er Rechtswissenschaft an der Universität zu Köln. Nach dem Tod seines Vaters übernahm er von 1965 bis 1994 schließlich dessen Immobilienunternehmen im Kölner Stadtteil Sürth.

## Politik
1964 trat Blum in die CDU ein. Nach seinem politischen Werdegang im Ortsverband der CDU im Kölner Stadtbezirk Rodenkirchen und als Fraktionsvorsitzender der CDU in der Bezirksvertretung Rodenkirchen von 1975 bis 1984, gehörte Blum seit 1984 ununterbrochen dem Kölner Stadtrat an. 1991 wurde er zum Ersten Bürgermeister der Stadt Köln gewählt. Er betätigte sich ferner im Finanzausschuss, im Hauptausschuss und als Vorsitzender des Stadtentwicklungsausschusses des Kölner Stadtrates. Kurz vor seiner Kandidatur für das Amt des Oberbürgermeisters ließ er seinen langjährigen Spitznamen „Harry“ als ersten Vornamen eintragen und hieß nun offiziell Harry Johannes Jacob Blum.
Nach 43 Jahren SPD-Oberbürgermeistern in Köln war er der erste CDU-Politiker in diesem Amt, nachdem sein Gegenkandidat Klaus Heugel (SPD) wegen Insidergeschäften im Aktienhandel von der Kandidatur hatte Abstand nehmen müssen. Nach einem halben Jahr Amtszeit starb Blum jedoch unerwartet an einer Herzerkrankung. Seine Amtszeit als direkt gewählter Oberbürgermeister dauerte von September 1999 bis zu seinem Tod im März 2000. Sein Nachfolger im Amt des Oberbürgermeisters wurde Fritz Schramma (CDU).
Einige seiner Projekte, wie beispielsweise die Beleuchtung wichtiger Kölner Sehenswürdigkeiten, konnte er noch selbst umsetzen. Auch die Wiederaktivierung zahlreicher Kölner Brunnen gehört zu seinen Erfolgen. Einige weitere Projekte konnte er nur noch anstoßen – sie wurden aber über seinen Tod hinaus fortgeführt; so zum Beispiel das erste professionell betriebene Call-Center einer Stadtverwaltung, an dem sich ab 2005 auch andere Kommunen – so die Stadt Bonn – beteiligt haben.
Im Oktober 2005 wurde ein Platz im neugestalteten Kölner Rheinauhafen nach Blum benannt.

## Familie
Blum war verheiratet mit Carola Blum (* 16. Oktober 1948). Sie lebten zusammen auf einem Bauernhof im Kölner Stadtteil Sürth, der seiner Familie schon über 700 Jahre gehörte. Carola Blum ist von Beruf Studienrätin, von 2004 bis 2009 war sie für die CDU Mitglied des Rates der Stadt Köln und zwischen 2006 und 2008 stellvertretende Kreisparteivorsitzende der CDU Köln.